# Margalida Llobera Llompart
Margalida Llobera Llompart, també coneguda com a Margaluz (Palma, 1939 - 29 de gener de 2006) fou una actriu, cantant i ballarina mallorquina.
Va emigrar a l'Argentina als dos anys. Gràcies als estudis de dansa i música al Conservatori Nacional de Buenos Aires, la seva carrera es dirigí al principi cap al ball clàssic espanyol i el ball modern, estils amb els quals va recórrer escenaris i platós de Barcelona, Londres, París, Itàlia i Suïssa. La seva versatilitat li va permetre conrear diferents arts escèniques.
Per la seva bellesa i simpatia aconseguí el 1961 els títols de Miss Balears i Dama d'Honor de Miss Espanya. Amb el grup Els Valldemossa fou número u de la música lleugera espanyola dels anys 70. Amb la cançó Fiesta aconseguí la medalla de bronze al Festival Pre-Eurovisió. També va desenvolupar la faceta de solista.
Tanmateix, va ser en el teatre, a partir de 1967, on desenvolupà una llarga carrera que començà en la Companyia Xesc Forteza, amb la qual treballà
durant 25 anys com a primera actriu. Ha protagonitzat innumerables comèdies, com ara Ninette i un senyor de Mallorca, Majórica, Jubilat ve de jubileu… Pere Noguera la dirigí en El marquès de sa Rabassa, i Antoni M. Thomàs en Espectacle de Fo. Ha rodat també cinema (Un, dos, tres... ensaïmades i res més) i ha participat en sèries de TV3 Crims i Temps de silenci i a L'amo de son Quint, d'IB3. El 1979 treballà amb Simón Andreu en l'obra "Cena para dos", amb la companyia teatral de Xesc Forteza.

## Premis i reconeixements
El 2006 va rebre a títol pòstum el Premi Ramon Llull. poc després de morir d'un càncer limfàtic. El 2008, la seva ciutat nadal li va dedicar un carrer quan l'ajuntament va normalitzar el nom d'uns 141 carrers de reminescència franquista i va decidir donar prioritat a les dones famoses però ignorades en la nomenclatura.